# 那賀町
那賀町（なかちょう）は、徳島県の南部に位置する町。那賀郡に属する。
剣山国定公園の奥地には高の瀬峡や剣山スーパー林道などの大自然があり、貴重な野生動植物を抱える。また那賀川や坂州木頭川などの清流がつくる大釜の滝、大轟の滝などは紅葉と一体となり優れた景勝地となる。特に大小100以上の滝がある旧木沢村は「日本一の滝王国」と称していた。
農林業が盛んで、特に木頭地区の木頭ゆず、相生地区のオモトは正月飾りなどに使われ日本一の産地である。同地区では、彼岸などの仏花ケイトウの西日本一の産地であり、県内有数の茶の産地でもある。

## 概要

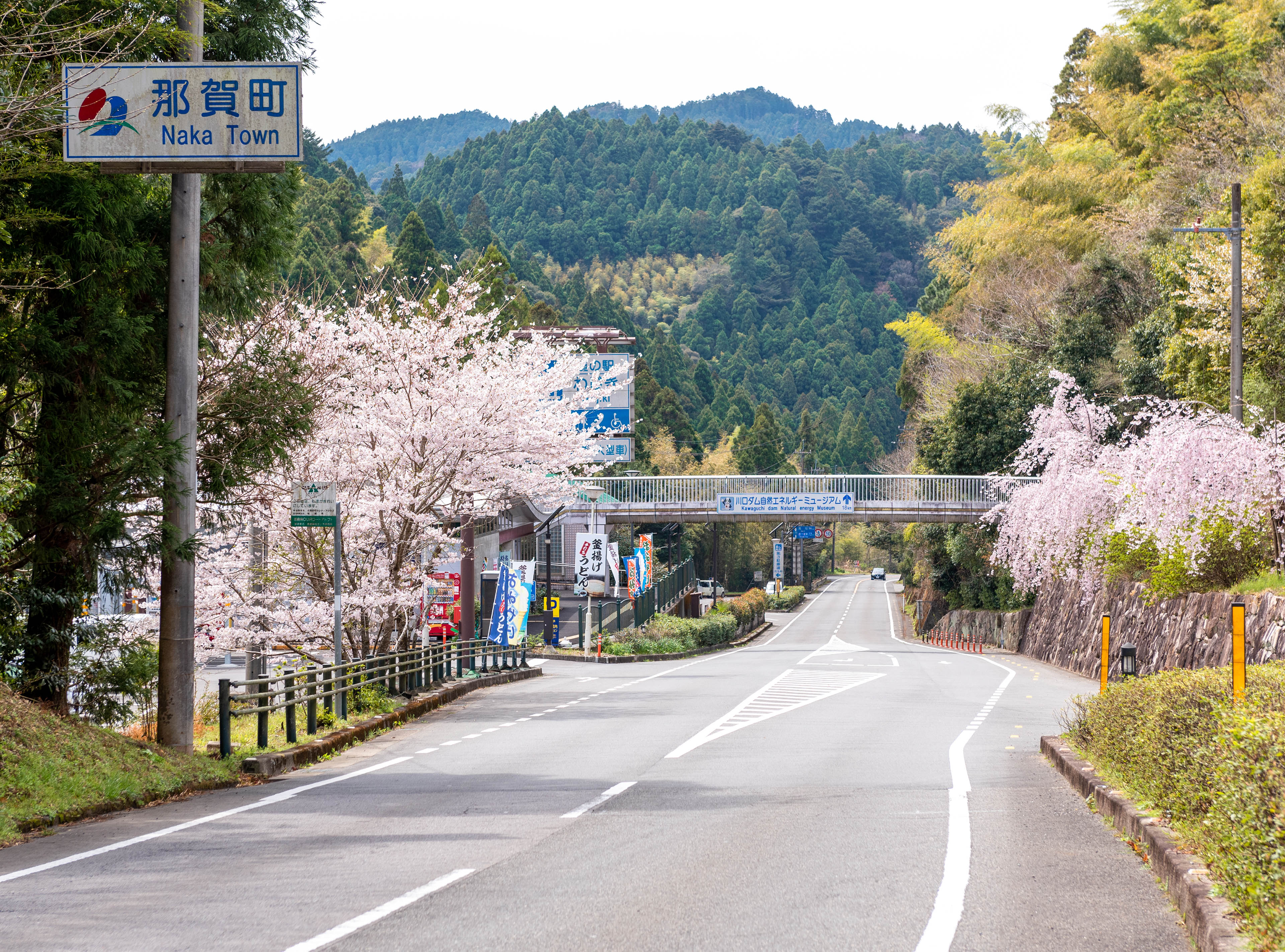
那賀町・阿南市境

那賀町は2005年（平成17年）3月1日に平成の大合併により、それまでの那賀郡5町村の合併により発足した。なお、現在の那賀郡は当町のみとなっている。徳島県の自治体としては、三好市に次いで2番目に広い町域を有しており、大釜の滝や大轟の滝など自然に恵まれた町である。
那賀町は2006年（平成18年）11月3日に県南部で初、上勝町・三好市に次いで県下3番目の景観行政団体になった。美しい自然や景観を保全するための景観条例を県下で初めて制定する予定であり、徳島県の景観保全の先進地となりつつある。
最近では、豊かな自然を売り物に貸し家・売り家を含めた団塊世代などの移住を求めており、町のホームページでは空き家情報を掲載したり、移住交流支援センターを設立した。2007年（平成19年）10月には同様の取り組みを行っている県内の自治体では初めて、近畿地方からのIターン予定者との契約が成立した。
県庁所在地の徳島市よりも、高知県高知市に近い地域も少なくない。

## 地理
四万十帯および秩父帯を基盤としている。那賀川が蛇行して流れていて平地に乏しく、集落は川沿いの狭い段丘に限られるが、那賀川の侵食による流路短絡で残った旧流路を利用した集落がいくつかある。旧相生町の延野、大久保、蔭谷などがこれに該当する。

### 山

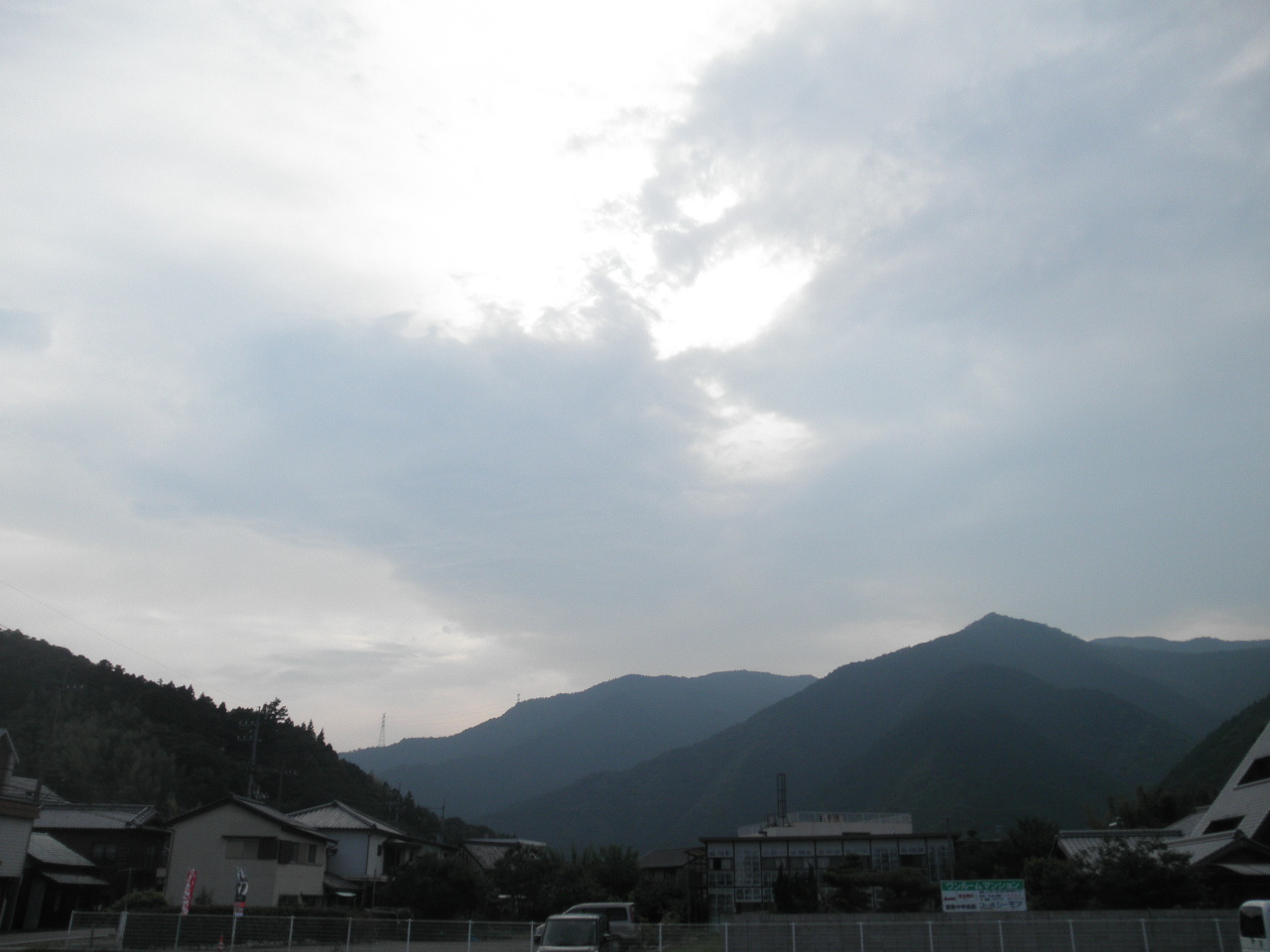
竜王山

- 竜王山、矢筈山、長滝山、鉢ノ山、西三子山、雲早山、しがきの丸、六郎山、青ノ塔、高城山、源蔵ノ窪、鰻轟山、天貝山、古堂山、平家平、大森山、神戸丸、八早山、勘場山、権田山、熊谷、折宇谷山、西山、石原丸、一ノ森、槍戸山、丸石、桃の丸、湯桶丸、杉生山、新九郎山、御朱印谷山、甚吉森、西又山、池野河山、行者山、高ノ瀬、赤城尾山、中東山、高丸山、八郎山、次郎笈、剣山、吉野丸、砥石権現、高磯山

### 河川

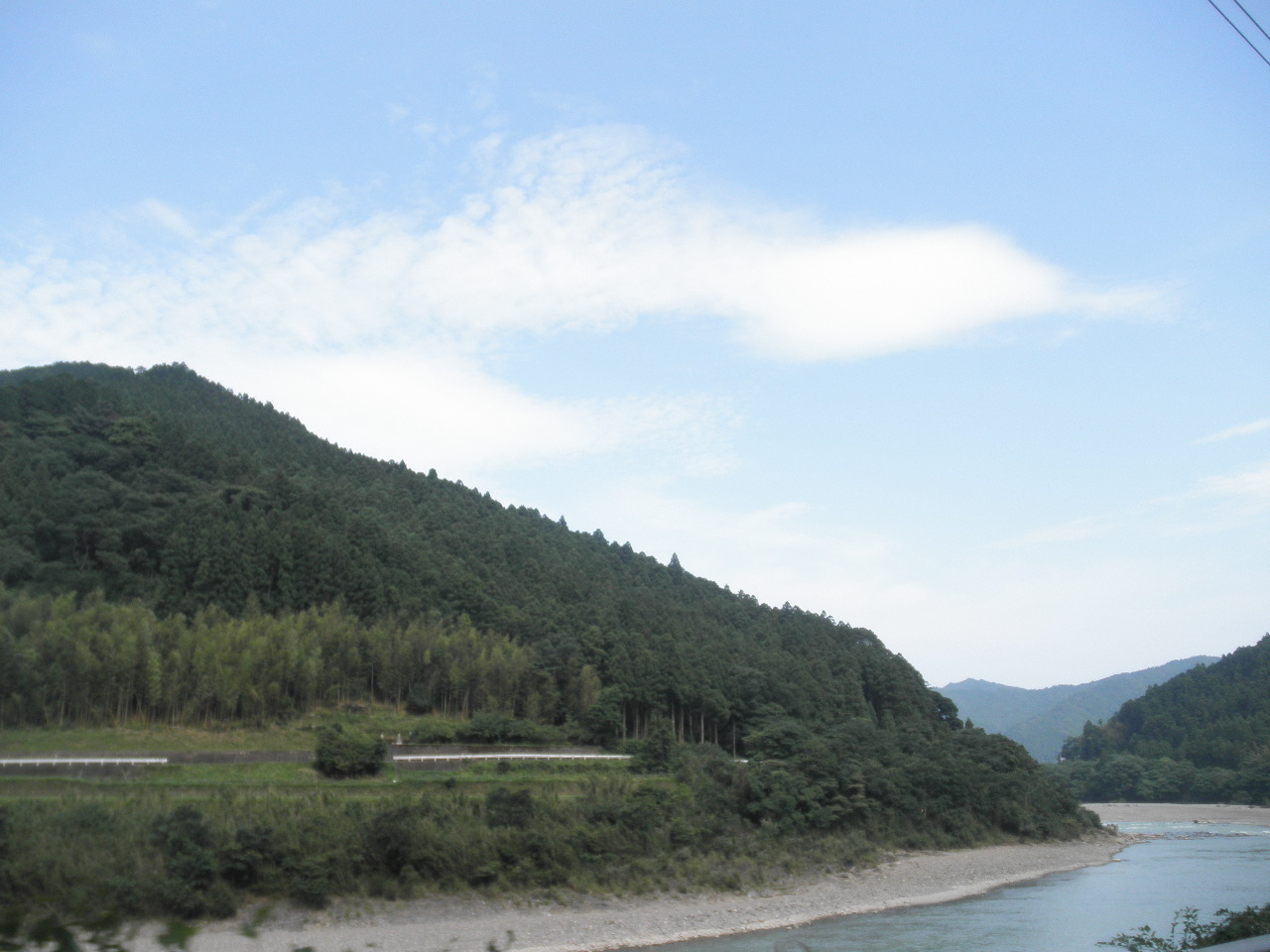
那賀川
和食郷字田野

- 那賀川、船谷川、栩谷川、久井谷川、折宇谷川、出原谷川、海川谷川、丈ヶ谷川、坂州木頭川、菖蒲谷川、古屋谷川、蔭谷川、紅葉川、赤松川、谷内川、南川、中山川

### 地名
大字の頭に「木頭」とついているものは旧木頭村である。例えば、「木頭出原」は旧木頭村出原である。ただし、「木頭」という大字は旧・木沢村木頭であり、「木頭名」という大字は旧・木沢村木頭名である。

### 隣接している自治体
- 阿南市
- 美馬市
- 三好市
- 勝浦郡勝浦町、上勝町
- 名西郡神山町
- 海部郡美波町、海陽町
- 高知県安芸市
- 高知県香美市
- 高知県安芸郡馬路村

### 気候
冬は寒冷で、朝晩の気温は氷点下になる。多雨地域として知られ、台風が襲来した際には豪雨に見舞われることも多い。旧上那賀町海川で2004年8月1日に観測された1317mmは、1日の降水量としての日本記録である。それ以前の日本記録も、旧木頭村日早で1976年9月11日に観測された1114mmであった。
| 木頭（1991年 - 2020年）の気候      | 木頭（1991年 - 2020年）の気候 | 木頭（1991年 - 2020年）の気候 | 木頭（1991年 - 2020年）の気候 | 木頭（1991年 - 2020年）の気候 | 木頭（1991年 - 2020年）の気候 | 木頭（1991年 - 2020年）の気候 | 木頭（1991年 - 2020年）の気候 | 木頭（1991年 - 2020年）の気候 | 木頭（1991年 - 2020年）の気候 | 木頭（1991年 - 2020年）の気候 | 木頭（1991年 - 2020年）の気候 | 木頭（1991年 - 2020年）の気候 | 木頭（1991年 - 2020年）の気候 |
| 月                                 | 1月                           | 2月                           | 3月                           | 4月                           | 5月                           | 6月                           | 7月                           | 8月                           | 9月                           | 10月                          | 11月                          | 12月                          | 年                            |
| ---------------------------------- | ----------------------------- | ----------------------------- | ----------------------------- | ----------------------------- | ----------------------------- | ----------------------------- | ----------------------------- | ----------------------------- | ----------------------------- | ----------------------------- | ----------------------------- | ----------------------------- | ----------------------------- |
| 最高気温記録 °C （°F）             | 18.7 (65.7)                   | 22.3 (72.1)                   | 25.6 (78.1)                   | 31.7 (89.1)                   | 33.1 (91.6)                   | 36.1 (97)                     | 38.6 (101.5)                  | 39.0 (102.2)                  | 35.6 (96.1)                   | 30.9 (87.6)                   | 25.8 (78.4)                   | 21.3 (70.3)                   | 39.0 (102.2)                  |
| 平均最高気温 °C （°F）             | 9.0 (48.2)                    | 10.3 (50.5)                   | 14.1 (57.4)                   | 19.4 (66.9)                   | 23.7 (74.7)                   | 25.9 (78.6)                   | 30.0 (86)                     | 30.8 (87.4)                   | 26.6 (79.9)                   | 21.6 (70.9)                   | 16.2 (61.2)                   | 11.0 (51.8)                   | 19.9 (67.8)                   |
| 日平均気温 °C （°F）               | 2.6 (36.7)                    | 3.9 (39)                      | 7.4 (45.3)                    | 12.5 (54.5)                   | 16.9 (62.4)                   | 20.3 (68.5)                   | 24.0 (75.2)                   | 24.5 (76.1)                   | 21.1 (70)                     | 15.6 (60.1)                   | 9.8 (49.6)                    | 4.5 (40.1)                    | 13.6 (56.5)                   |
| 平均最低気温 °C （°F）             | −2.0 (28.4)                   | −1.1 (30)                     | 2.0 (35.6)                    | 6.6 (43.9)                    | 11.4 (52.5)                   | 16.2 (61.2)                   | 20.1 (68.2)                   | 20.6 (69.1)                   | 17.3 (63.1)                   | 11.4 (52.5)                   | 5.3 (41.5)                    | 0.0 (32)                      | 9.0 (48.2)                    |
| 最低気温記録 °C （°F）             | −8.5 (16.7)                   | −10.9 (12.4)                  | −6.8 (19.8)                   | −2.3 (27.9)                   | 1.7 (35.1)                    | 7.3 (45.1)                    | 12.0 (53.6)                   | 13.2 (55.8)                   | 7.2 (45)                      | 0.9 (33.6)                    | −3.0 (26.6)                   | −6.5 (20.3)                   | −10.9 (12.4)                  |
| 降水量 mm （inch）                 | 77.0 (3.031)                  | 108.2 (4.26)                  | 176.2 (6.937)                 | 204.9 (8.067)                 | 277.4 (10.921)                | 398.7 (15.697)                | 479.6 (18.882)                | 546.8 (21.528)                | 611.2 (24.063)                | 283.5 (11.161)                | 131.4 (5.173)                 | 96.4 (3.795)                  | 3,391.3 (133.516)             |
| 平均降水日数 （≥1.0 mm）           | 6.6                           | 7.7                           | 11.2                          | 10.5                          | 11.4                          | 15.0                          | 13.9                          | 13.8                          | 13.9                          | 10.3                          | 7.8                           | 6.6                           | 128.7                         |
| 平均月間日照時間                   | 171.8                         | 165.0                         | 188.8                         | 196.1                         | 194.6                         | 128.3                         | 147.2                         | 171.9                         | 130.4                         | 156.8                         | 157.5                         | 164.3                         | 1,972.7                       |
| 出典1：Japan Meteorological Agency |                               |                               |                               |                               |                               |                               |                               |                               |                               |                               |                               |                               |                               |
| 出典2：気象庁                      |                               |                               |                               |                               |                               |                               |                               |                               |                               |                               |                               |                               |                               |

### 人口
| |                                        |  |
| 那賀町と全国の年齢別人口分布（2005年） | 那賀町の年齢・男女別人口分布（2005年） |  |
| ■紫色 ― 那賀町 ■緑色 ― 日本全国 | ■青色 ― 男性 ■赤色 ― 女性              |  |
| 那賀町（に相当する地域）の人口の推移 \| 1970年（昭和45年） \| 16,947人 \| \| \| 1975年（昭和50年） \| 15,364人 \| \| \| 1980年（昭和55年） \| 14,360人 \| \| \| 1985年（昭和60年） \| 13,998人 \| \| \| 1990年（平成2年） \| 13,255人 \| \| \| 1995年（平成7年） \| 12,572人 \| \| \| 2000年（平成12年） \| 11,893人 \| \| \| 2005年（平成17年） \| 10,695人 \| \| \| 2010年（平成22年） \| 9,318人 \| \| \| 2015年（平成27年） \| 8,402人 \| \| \| 2020年（令和2年） \| 7,367人 \| \| |                                        |  |
| 総務省統計局 国勢調査より |                                        |  |
| 1970年（昭和45年） | 16,947人                               |  |
| 1975年（昭和50年） | 15,364人                               |  |
| 1980年（昭和55年） | 14,360人                               |  |
| 1985年（昭和60年） | 13,998人                               |  |
| 1990年（平成2年） | 13,255人                               |  |
| 1995年（平成7年） | 12,572人                               |  |
| 2000年（平成12年） | 11,893人                               |  |
| 2005年（平成17年） | 10,695人                               |  |
| 2010年（平成22年） | 9,318人                                |  |
| 2015年（平成27年） | 8,402人                                |  |
| 2020年（令和2年） | 7,367人                                |  |

## 歴史
- 2005年（平成17年）3月1日 - 鷲敷町・相生町・上那賀町・木沢村・木頭村が合併して発足。同日町章を制定[4]。
- 2014年（平成26年）8月9日 - 平成26年台風第11号の集中豪雨により被害。災害救助法の適用を受ける[5]。

## 行政

### 役場
- 那賀町役場
  - 相生庁舎
  - 上那賀支所
  - 木沢支所
  - 木頭支所

### 町長
| 代 | 氏名     | 就任年月日                | 退任年月日                | 備考                                                    |
| -- | -------- | ------------------------- | ------------------------- | ------------------------------------------------------- |
| 1  | 日下正隆 | 2005年（平成17年）4月17日 | 2007年（平成19年）3月23日 | 公金約4億円横領が発覚して辞職。現在は逮捕され、服役中。 |
| 2  | 坂口博文 | 2007年（平成19年）4月22日 | 2023年（令和5年）4月25日  |                                                         |
| 3  | 橋本浩志 | 2023年（令和5年）4月26日  | 現職                      |                                                         |

### 副町長
- 峯田繁廣　現職

### 警察・消防
- 阿南警察署那賀交番（旧那賀警察署）
- 那賀町消防本部
  - 那賀町消防団

### 衆議院
- 任期 ： 2021年（令和3年）10月31日 - 2025年（令和7年）10月30日（「第49回衆議院議員総選挙」参照）

| 選挙区名                                                                            | 議員名     | 政党名       | 当選回数 | 備考     |
| ----------------------------------------------------------------------------------- | ---------- | ------------ | -------- | -------- |
| 徳島県第1区（徳島市、小松島市、阿南市、勝浦郡、佐那河内村、名西郡、那賀町、海部郡） | 仁木博文   | 無所属       | 2        | 選挙区   |
| 徳島県第1区（徳島市、小松島市、阿南市、勝浦郡、佐那河内村、名西郡、那賀町、海部郡） | 後藤田正純 | 自由民主党   | 8        | 比例復活 |
| 徳島県第1区（徳島市、小松島市、阿南市、勝浦郡、佐那河内村、名西郡、那賀町、海部郡） | 吉田知代   | 日本維新の会 | 1        | 比例復活 |

## 姉妹都市・提携都市

### 国内
- 釧路市（北海道）
  - 2006年（平成18年）9月2日友好都市提携。 旧鷲敷町と旧音別町が締結していた提携を新自治体同士で再度行ったもの。旧鷲敷町と旧音別町の友好都市提携は、旧鷲敷町に大塚製薬、旧音別町に大塚食品と、両町に大塚グループの工場があることに由来する。

## 教育

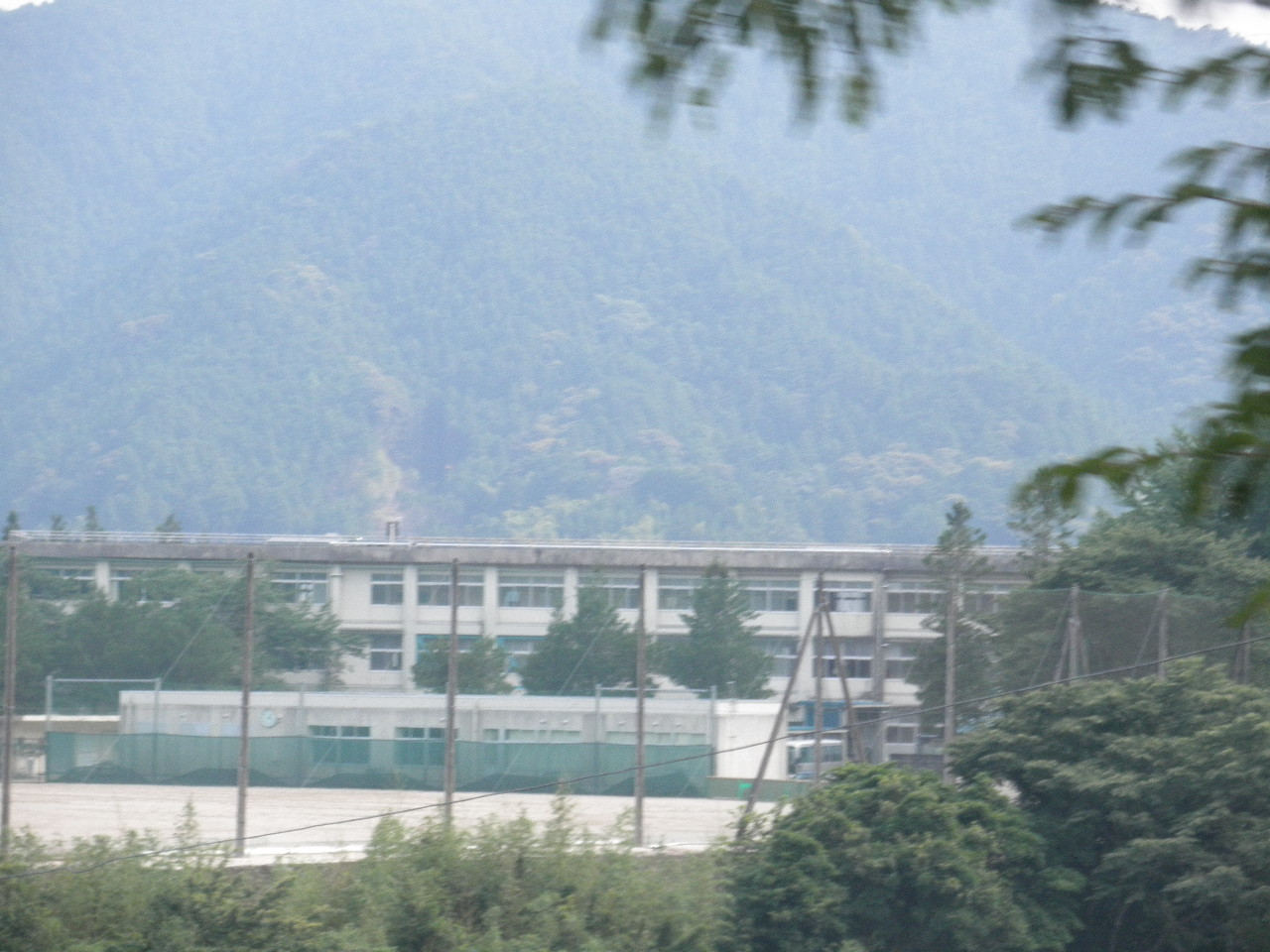
徳島県立那賀高等学校

### 高等学校
- 徳島県立那賀高等学校

### 中学校
- 那賀町立鷲敷中学校
- 那賀町立相生中学校
- 那賀町立木頭中学校

### 小学校
- 那賀町立鷲敷小学校
- 那賀町立相生小学校
- 那賀町立木頭小学校

### 廃止・休止された学校
中学校
- 那賀町立木沢中学校（生徒は相生中学校へ通っている。）
- 那賀町立上那賀中学校（同上）

小学校
- 那賀町立木沢小学校
- 那賀町立阿井小学校
- 那賀町立海川小学校
- 那賀町立桜谷小学校
- 那賀町立北川小学校
- 那賀町立平谷小学校

## 医療
- 那賀町立上那賀病院
- 徳島県那賀町国民健康保険　日野谷診療所

## 産業

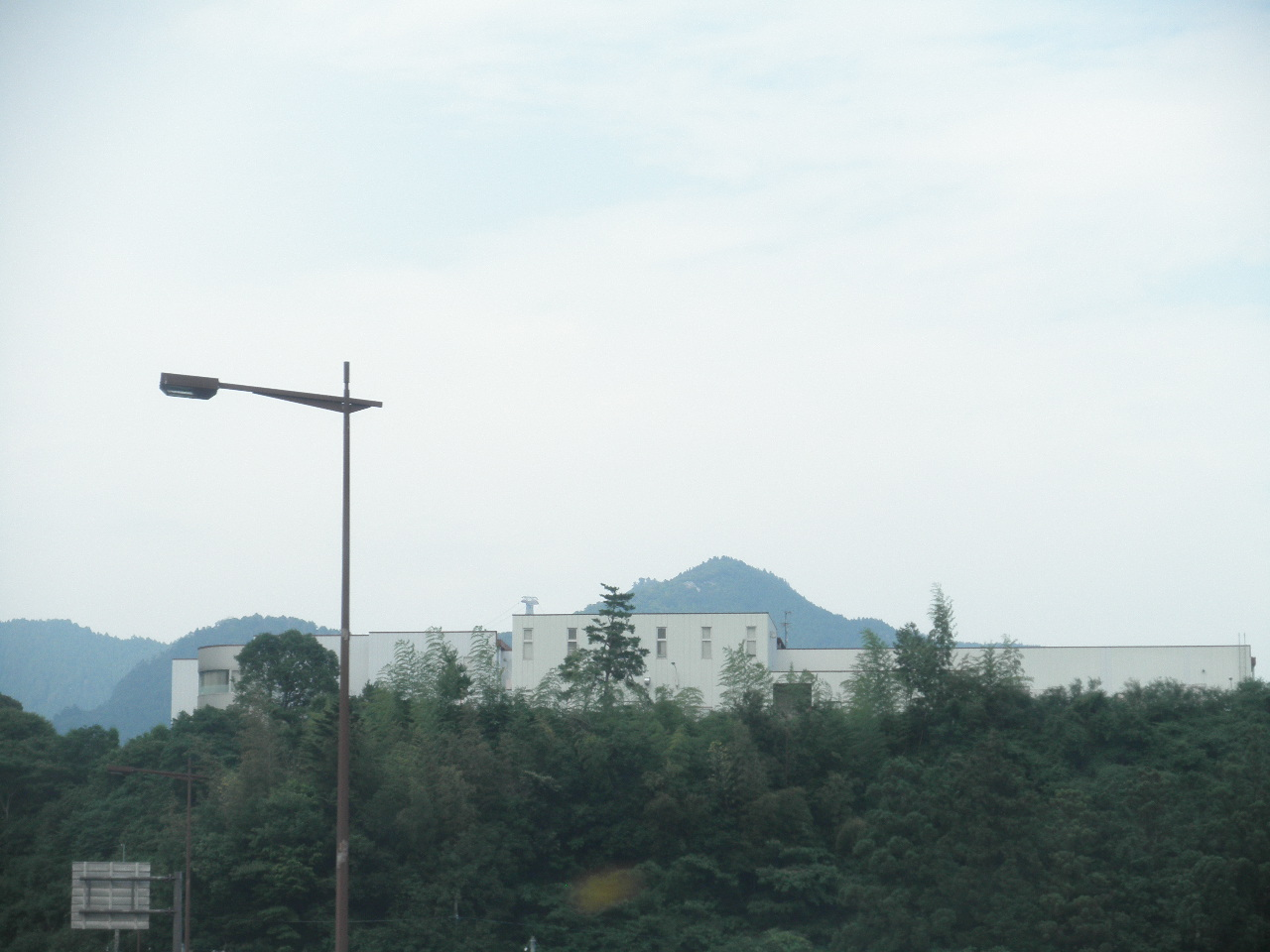
大塚製薬 徳島ワジキ工場

### 農業
- 柚子
- オモト
- ケイトウ
- 相生晩茶

### 工業
企業
- 大塚製薬徳島ワジキ工場（カロリーメイト、ソイジョイ）
- 大塚テクノ鷲敷工場

工業団地
- わじき工業団地: 「ヨーロッパ風自然公園型工業団地」と称し環境調和に力点を置く。分譲中。

### 商業
- よいしょきとうむら（地産直販店）

コンビニエンスストア
- ローソン那賀町鷲敷店
- セブン-イレブン那賀町鷲敷店
- YショップJAあなん木沢店
- Yショップ未来コンビニ店

## 交通

### 鉄道
町内を鉄道路線は通っていない。最寄り駅は、JR牟岐線・桑野駅あるいは日和佐駅。

### バス
- 徳島バス南部
  - 丹生谷（にうだに）線 川口 - 橘駅前 - 阿南駅前 - 阿南医療センター前
  - 川口 - JR日和佐駅
  - 川口 - 和無田
- 那賀町営バス
  - 相生地区代替バス
  - 木沢地区代替バス
  - 木頭地区代替バス

### 道路
一般国道
- 国道193号
- 国道195号 - 徳島市と高知市を最短距離で結ぶ国道。

県道
- 徳島県道16号徳島上那賀線
- 徳島県道19号阿南鷲敷日和佐線
- 徳島県道35号阿南相生線
- 徳島県道36号日和佐上那賀線

#### 道の駅
- 道の駅わじき
- 道の駅鷲の里
- 道の駅もみじ川温泉

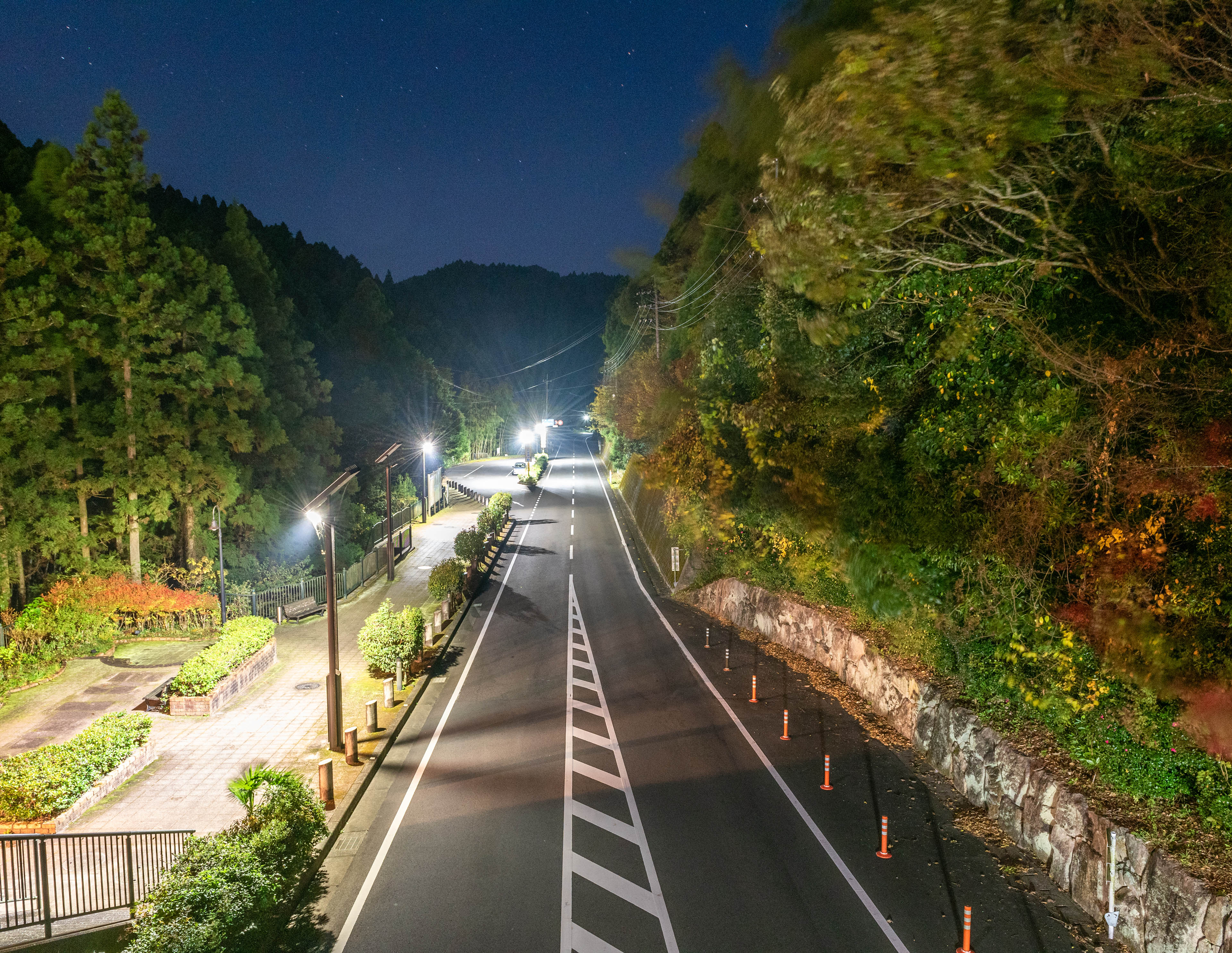
国道195号（中山）
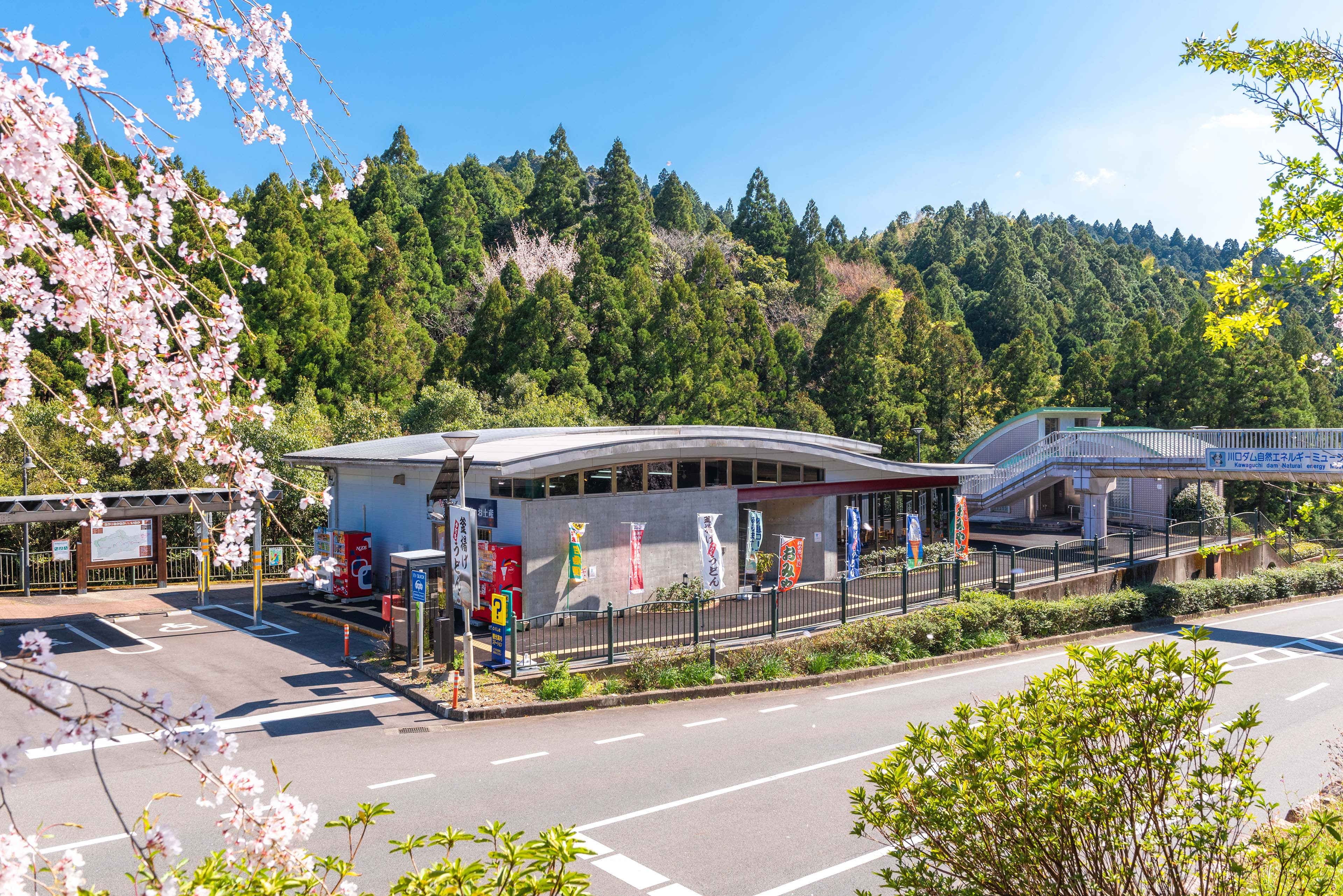
道の駅わじき
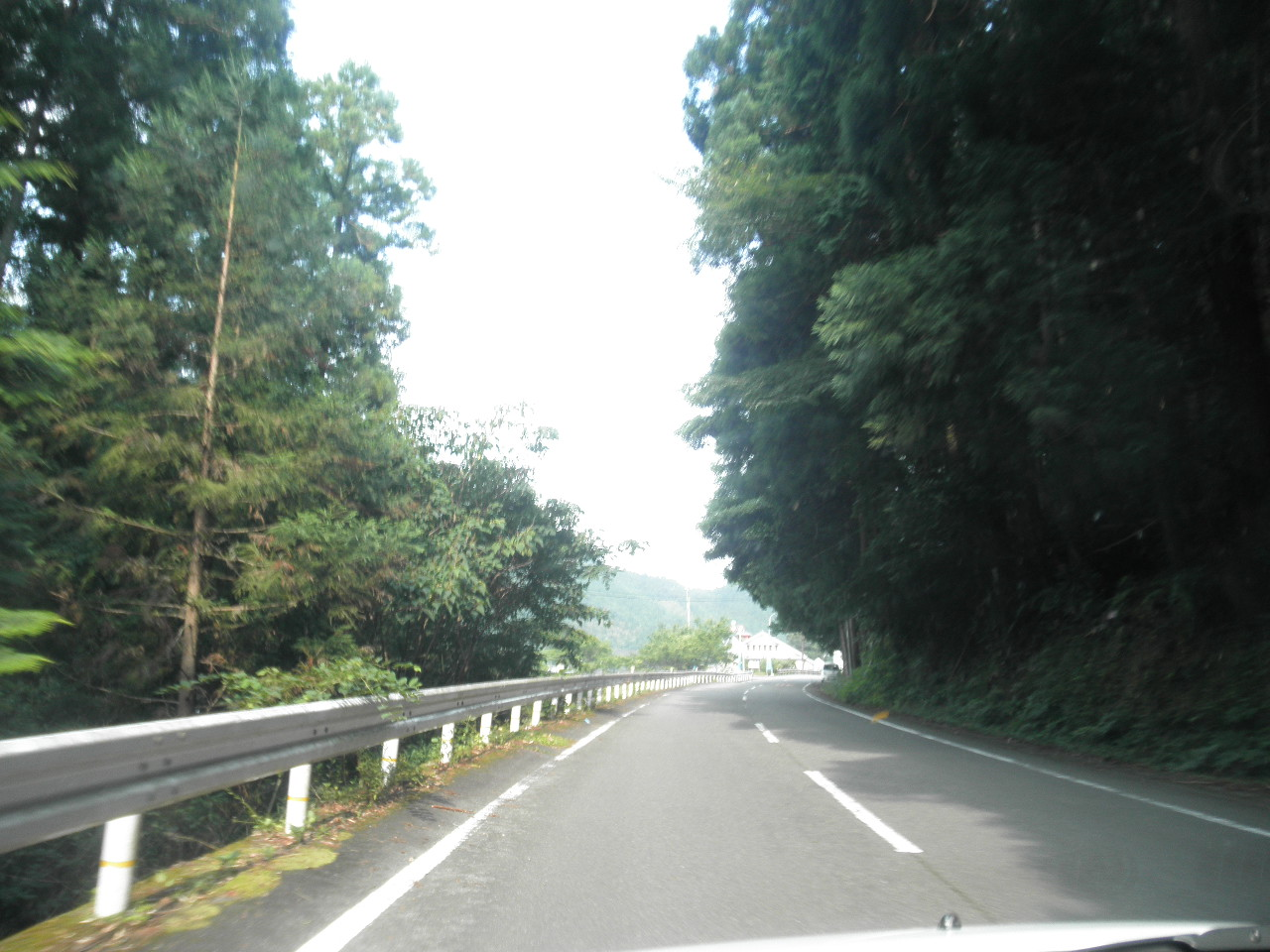
県道19号阿南鷲敷日和佐線（和食郷字田野）
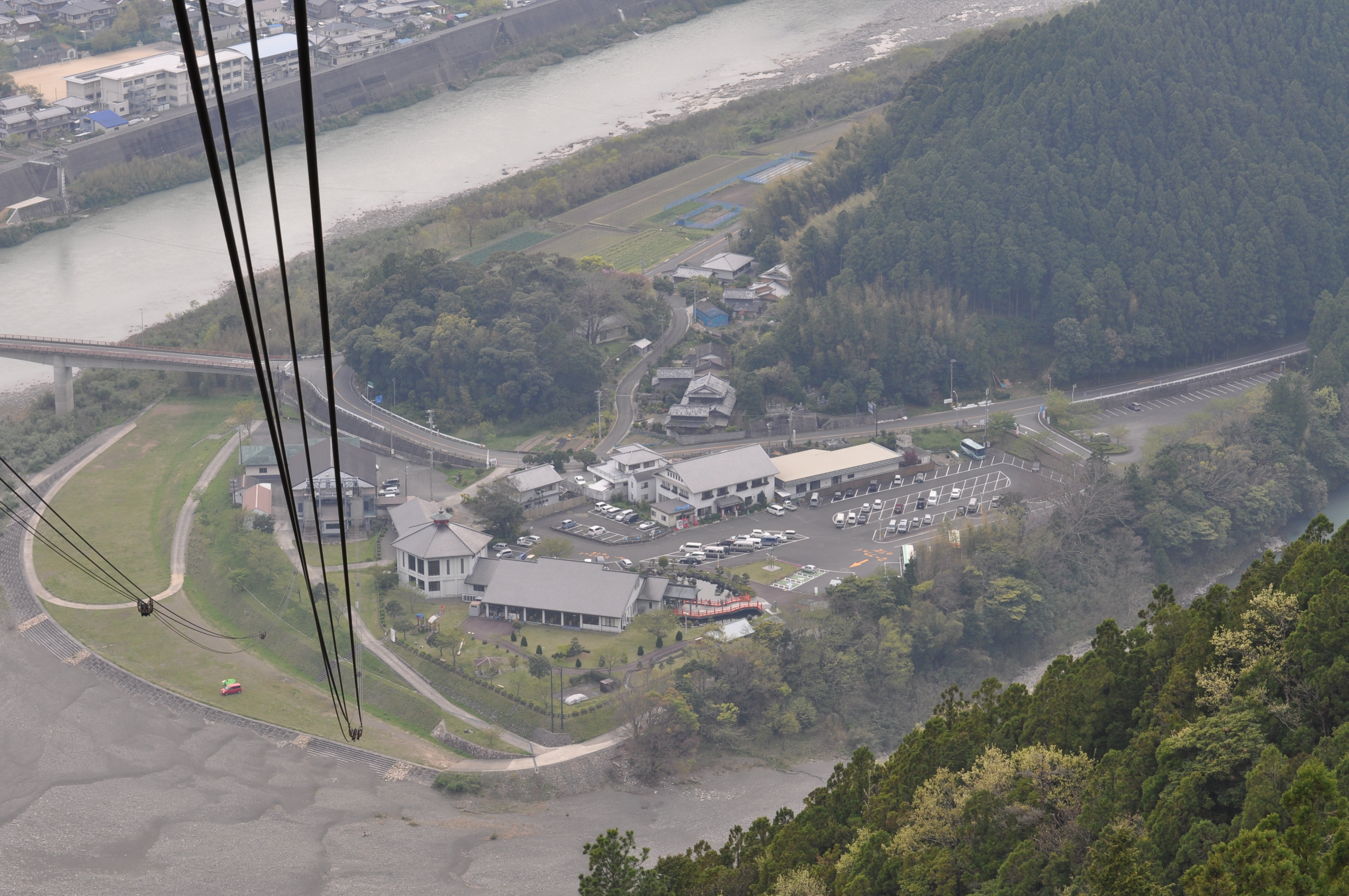
道の駅鷲の里

## ケーブルテレビ
- 那賀町ケーブルテレビ

## 観光地

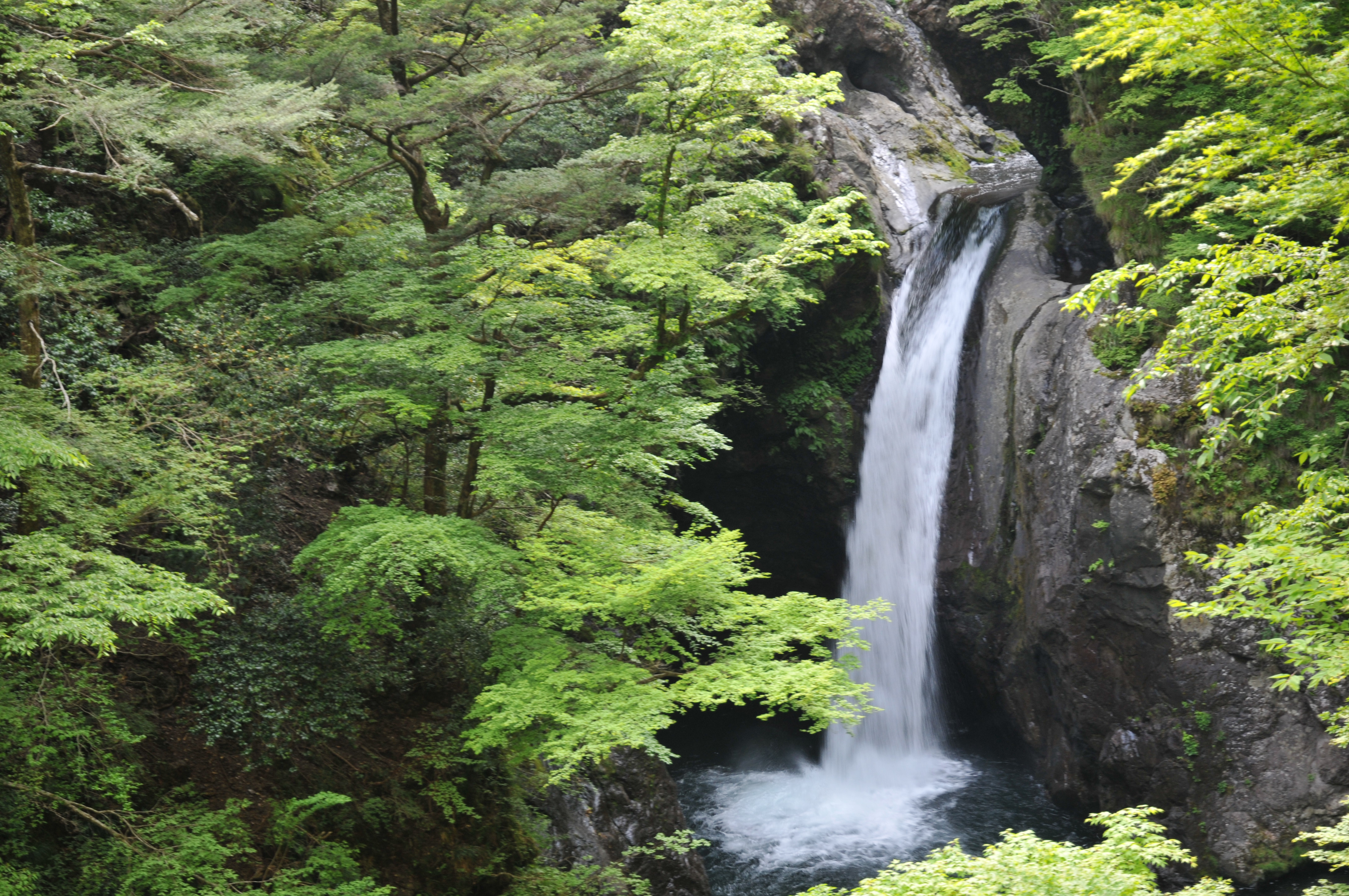
大釜の滝

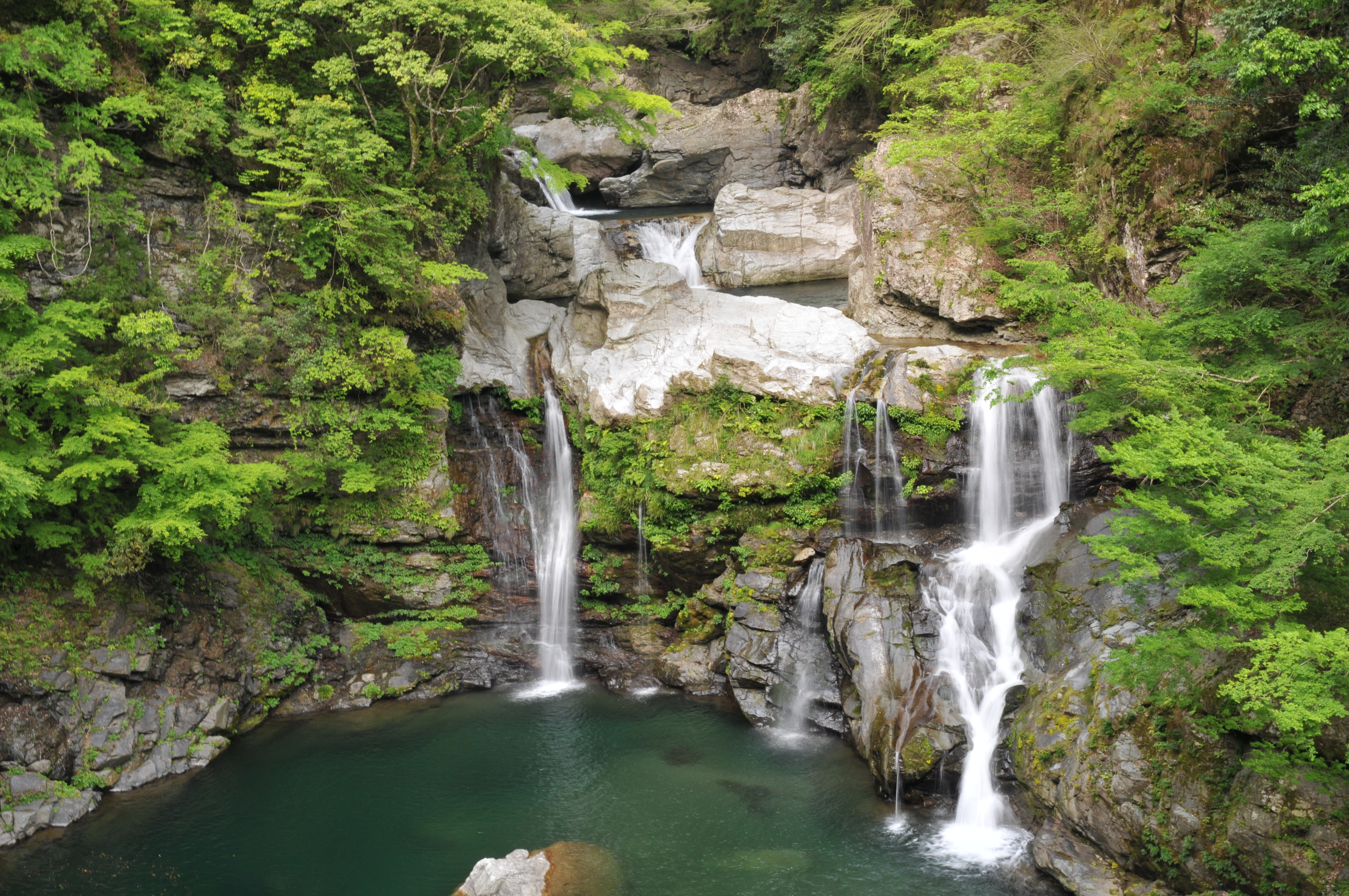
大轟の滝

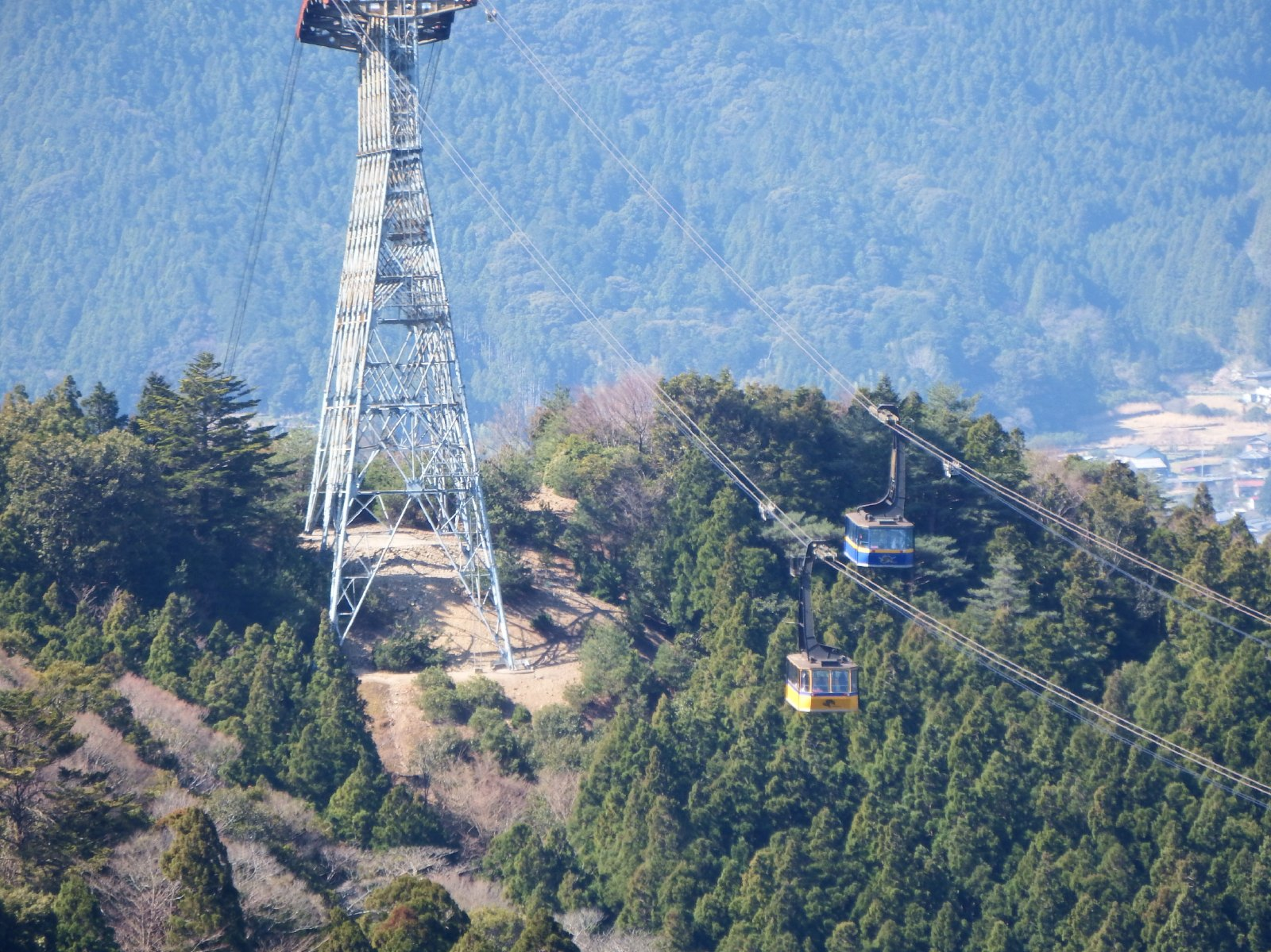
太龍寺ロープウェイ

### 名所
- 大釜の滝
- 大轟の滝
- 新居田の滝
- 明神の滝
- 黒滝
- にくぶちの滝
- ほら貝の滝
- 鷲敷ライン
- 高の瀬峡
- 槍戸峡
- 歩危峡
- 紅葉川渓谷
- 釜ヶ谷峡
- 未来コンビニ
- 剣山スーパー林道
- 太龍寺ロープウェイ
- 徳島県立青少年の森 - 森林浴の森百選選定。
- 風車（旧木沢村）
- よいしょきとうむら（山のコンビニ）

### 社寺・史跡
- 宇奈為神社
- 蛭子神社 - 鷲敷七福神。
- 仁宇八幡神社
- 大宮八幡神社
- 黒滝寺 - 新四国曼荼羅霊場88番札所、太龍寺の奥之院。
- 正光寺 - 新四国曼荼羅霊場87番札所、四国三十六不動霊場14番札所、県南最古の木造建築とする観音堂。
- 黒松寺
- 瑞傳寺
- 萬福寺
- 持福院
- 蓮台寺
- 氷柱観音
- 拝宮農村舞台
- 坂州農村舞台
- 仁宇城

### 温泉
- わじき温泉：ゆり野[6]
- 四季美谷温泉
- 道の駅もみじ川温泉

### 公共施設
- 虹の丘公園
- 相生森林文化公園
- 鷲敷野外活動センター
- わじきラインキャンプ村
- ファガスの森
- 相生森林美術館
- 那賀町山のおもちゃ美術館
- 那賀町立歴史民俗資料館
- 長安口ダム資料館ビーバー館

### 催事
- エキサイティング・サマー・イン・ワジキ（鷲敷地区）：大塚製薬徳島ワジキ工場で1990年から毎年8月13日に行われる入場無料のロック・フェスティバル。
- 木頭杉一本乗り大会（木頭地区）：毎年8月に開催。
- きさわ樹氷まつり（木沢地区）：1998年から毎年2月に開催。

## 著名な出身者
- 古川武弘（銀行家・阿波銀行の元頭取）（旧・上那賀町出身）
- 小原雅博（外交官、大学教授）（旧・鷲敷町出身）
- 椿本真恵（元バレーボール選手）（旧・上那賀町出身）
- 三馬正敏（カヌー選手）（旧・鷲敷町出身）
- 谷口和也（カヌー選手）（旧・鷲敷町出身）
- 中郷大樹（元プロ野球選手）（旧・鷲敷町出身）
- 丸田佳乃（モデル　ミスファイヤー）（鷲敷町出身）
- 亀代順哉（プロゴルファー）（旧・鷲敷町出身）
- 湯浅和也（プロレスラー）（旧・木沢村出身）
- 龍田美咲（元女子プロ野球選手）（旧・鷲敷町出身）